# Moncks Cave
Die Moncks Cave ist eine Höhle an der Ecke Main Road/Cave Terrace im Stadtteil Redcliffs in Christchurch in der Region Canterbury auf der Südinsel von Neuseeland. Sie ist für hölzerne Artefakte aus der Frühzeit der Besiedlung Neuseelands durch den Menschen bekannt.
Die Höhle wurde am 26. Juni 2009 vom New Zealand Historic Places Trust unter Nummer 9067 als Historic Place Category 1 registriert.

## Geschichte
Die Höhle wurde 1889 von Arbeitern entdeckt, die am Fundort seit mehreren Jahren Schotter zum Straßenbau abbauten. Beim Abtragen des Schuttes am Fuß des Hügels, in dem sich die Höhle befindet, wurde der verschüttete Höhleneingang entdeckt. In der Höhle wurden große Mengen Herzmuschel-Schalen gefunden. Auch zeigte die Höhlendecke Ruß von Feuern, die in der Höhle entzündet worden waren. Der Höhleneingang wurde wahrscheinlich durch einen Erdrutsch bereits vor dem Eintreffen der ersten Europäer in Neuseeland verschlossen.

## Artefakte
In der Höhle und einer sich daran anschließenden weiteren Höhle wurden mehrere hölzerne Artefakte gefunden, darunter ein Auslegerkanu (Ama), ein geschnitztes Paddel, ein Schöpfgefäß, die Schnitzerei eines Hundes, Teile eines Fischnetzes, dazu mehrere Äxte aus Pounamu, schwarzes Haar und Knochen von Fischen und Moas. Diese Gegenstände waren für die Forschung zur Kultur der Māori bedeutsam. Die Höhle wird als eine der bedeutendsten archäologischen Fundstätten Neuseelands angesehen.
Außerdem wurden subfossile Knochen des ausgestorbenen Neuseelandschwanes gefunden.